# Governador Jorge Teixeira
Governador Jorge Teixeira este un oraș în Rondônia (RO), Brazilia.